# گورستان مرجان بابا مراد ۴
قبرستان مرجان بابا مراد ۴ مربوط به دوره اشکانیان است و در شهرستان گیلانغرب، بخش مرکزی، دهستان حومه، ۴۰۰ متری غرب روستای مرجان بابا مراد واقع شده و این اثر در تاریخ ۲۶ اسفند ۱۳۸۷ با شمارهٔ ثبت ۲۵۶۴۳ به‌عنوان یکی از آثار ملی ایران به ثبت رسیده‌است.